# Nesogordonia papaverifera
Nesogordonia papaverifera är en malvaväxtart som först beskrevs av A. Cheval., och fick sitt nu gällande namn av René Paul Raymond Capuron. Nesogordonia papaverifera ingår i släktet Nesogordonia och familjen malvaväxter. Inga underarter finns listade i Catalogue of Life.